# Георги Михайлов (хандбалист)
Вижте пояснителната страница за други личности с името Георги Михайлов.
Георги Николов Михайлов е български хандбалист, играл в Хандбален клуб „Добруджа“, Добрич.
Кариерата му стартира още от 10-годишна възраст, когато се записва в училищния отбор по хандбал, треньорът му забелязва неговия талант и го насочва да се развива. Не след дълго се записва в градския клубен отбор и само за няколко години достига световно ниво. Макар и непълнолетен, играе в Групата на мъжете.
Прекратява кариерата си за година и половина поради претърпяна тежка травма на гръбначния стълб. Никой не е вярвал, че отново ще стане на крака, но явно желанието му за живот и игра са по-силни от всичко. След като се връща на стадиона, изживява някои от най-успешните си години.
Играл е в над 14 държави и е носител на над 50 медала и награди, сред които званията „гол-майстор“ и „най-полезен играч“. През 2009 г. Хандбален клуб „Добруджа“ е избран за отбор на годината, отново благодарение на него. Получил е предложение да играе в германския отбор по хандбал, но въпреки това избира родния спорт. Комбинацията от талант и техника го прави любимец на публиката.